# 星仲ここみ
星仲 ここみ（ほしなか ここみ、1996年7月28日 – ） は、日本のAV女優。バンビプロモーション所属。

## 略歴
2019年に乙原あいとしてAVデビュー。
2020年7月、講談社主催「ミスiD2021」にエントリー。エントリー時に前名で活動時は営業職兼務であったこと、デビュー時には事務所移籍していたこと、前事務所との兼ね合いで名前を出しての「デビュー」ができていないことを発表した。
ミスiD2021エントリーの理由は審査員を務める戸田真琴の本に励まされたこと。星仲ここみとして有名になりたいこと。5年間習っていたダンスを活かした仕事もしたいこと。10月3日、同コンテストのセミファイナリスト進出。
2020年11月、跡美しゅりプロデュースのアイドルグループ「みっぴぃな」結成メンバーとなる。
アクションの仕事をしたことをきっかけに2021年5月よりシュートボクシングジムに通っている。同年には京都弁を駆使した作品『方言女子 京都弁 星仲ここみ』に注目が集まる。
2022年12月1日、DMM GAMES「クリムゾン妖魔大戦 新キャラクター声優公開オーディション」にエントリー。2023年に入るとアイドルグループ(みっぴぃな)としての活動は休業中であることを明かしたものの、AV女優、アクション俳優としては活動継続中。
2023年10月6日から8日まで、東京・デザインフェスタギャラリー原宿で「星仲ここみ写真展」（撮影：ナカヤマトモアキ）を開催。
2024年2月23日、アイドルグループ「みっぴぃな」で共に活動していた山本蓮加の引退発表を受けて星仲が企画・プロデュースしたイベント『山本蓮加卒業式～ここみんと一緒に送り出そう～』を東京・レフカダ新宿で開催。ゲストとして「みっぴぃな」の中心人物である跡美しゅりも参加した。7月6日には同じくレフカダ新宿にて『ここみんバースデーイベント ～Happy Birthday to you～』を開催した。
同年11月4日週のFANZA動画フロア週間ランキングにて、出演作収録の『【福袋】顔良し体よし！恥じらい素人からどスケベ社会人まで。ガチの良作ハメ撮りのみを厳選した15作品中出し1050分【個人撮影】』（2024年7月発売、HMN WORKS）が週間ランキング1位に急上昇した。

## 人物
京都府出身。関西大学商学部商学科。
趣味は美容、特技はダンス。デビュー前は、エレベーター会社で営業職をしていた。
2023年には熱波師検定Aとサウナ・スパプロフェッショナルを修得している。

## 作品

### アダルトDVD
- 僕の愛人、撮ってください。 〜みな(24)・商社勤務〜（10月7日、PREMIUM）※「みな」名義
- Debut 乙原あい AV女優になりました! ありのままの私を見て下さい!（12月16日、MAXING）※「乙原あい」名義

- 素人女子大生限定! せまーいお風呂で初めての密着混浴体験! ゼロ距離でのプリケツちらり!おっぱいポロリ!うぶな女子は恥ずかしすぎて赤面涙目! 全身の湯しずくを舐めとってそのまま生中出しSEXしちゃいました!!（3月13日、赤面女子）
- 「もうイってるから許して!!」 家事代行サービスで派遣されてきた美人スタッフのエロ過ぎるデカ尻に即挿れ!!激しいピストンで何度も追い打ちし…（4月3日、DOC）
- あの頃、制服美少女と。（4月3日、ドリームチケット）
- 顔出しMM号 働く美女限定 ザ・マジックミラー 街頭調査! 職場の同僚同士が2人っきりの密室で初めての素股に挑戦! 4 クリトリスとチ○ポを擦り合わせた社会人の男女は勤務中にも関わらず理性を保てず欲望のままにヌルッと挿入してしまうのか!? 人生初の真正中出しスペシ（4月7日、DEEP'S）
- むちむちデカ尻 神ブルマ ロリ美少女やぽっちゃり娘にピチピチブルマ＆体操着を着せ、ハミパン、ムレムレワレメを毛穴まで見えるほどの超ドアップ接写!さらに尻コキ、着衣お漏らし放尿やブルマぶっかけ、生中出し等ブルマ好きに送る完全着衣フェチAV（4月9日、親父の個撮）
- 極上若妻秘書(Eカップ)は、週5日で不倫相手と中出しセックスに溺れてます。（4月13日、オーロラプロジェクト・アネックス）
- 恥知らずな下着で肉棒を挑発する極上美人秘書の不倫温泉旅行 お籠りハメ撮り（4月25日、オーロラプロジェクト・アネックス）
- AV出演を希望してきた素人娘が調教済みの淫乱メス犬だった件（4月25日、あんず/妄想族）※「まさみ」名義
- 父と娘の近親セックス 酒癖が悪く、親離れも出来ない私はいつもお父さんに迷惑を掛けています。そんなだからあの日も…。（5月1日、プラネットプラス）
- 気の弱い女事務員は仕事終わりの土木作業員から来る日も来る日も毎日セクハラされ続けても、何も言えない…（5月7日、アパッチ）
- 今、失踪した愛しき新妻の輪姦レイプ映像がDVDで送りつけられて来た…（5月13日、オーロラプロジェクト・アネックス）
- 内定祝いの飲み会後、終電を逃して家に泊めた友達の彼女。 言葉巧みに口説いて、朝まで何度も何度もハメていたら、心配して彼女を探してボクの家までやって来た彼氏に隠れてまでエッチをしくなるくらいボクにハマっちゃいました! 2（6月19日、お夜食カンパニー）
- 裏切りの卒業旅行 もう…許して… 親友に騙されて媚薬・輪姦・緊縛・羞恥プレイで快楽堕ちした女子大生（6月25日、グローリークエスト）
- 不感症の悩みを持つ女性が集う 性感帯開発サークル（6月27日、シャーク）
- 挿れっぱなし杭打ちスロー騎乗位で若い精子を搾り取る人妻回春マッサージ嬢（7月9日、DANDY）※「ここみ」名義
- SNSで知り合ったエッチ大好き女子○生と青春オフパコ動画 4（7月9日、SWITCH）
- 現役ヤリマンの義妹と元ヤリマンの義母がボクのチ○ポを奪い合い! 義妹がボクを誘惑しているのを目の当たりにした元ヤリマンの義母も我慢できなくなり…。父が再婚して新しく義妹と義母と暮らすことに。色気たっぷりの義母にメロメロのボクに、現役ヤリマンの義妹が嫉妬!そしてそのまま義妹に連れ込まれ誘惑されてしまう!しかもそれが義母に見つかり、義母に呼び出され…（7月19日、Hunter）
- チ○コの理想が高すぎる優等生 星仲ここみ（8月1日、S-Cute）
- 「あれ? なんかち○ぽが気持ちいいな…ん? …ぬをっ…!!!」 飲み会で泥酔し目が覚めたら色白デカ尻の後輩女子社員にち○ぽをしゃぶられていた…! 星仲ここみ（8月1日、LUNATICS）
- ミスターミチル5周年記念専属女優オーディション Vol.5（8月13日、Mr.michiru）
- 【個撮】童顔隠れ巨乳のムッツリOLが性感開発で初イキ体験! 体のあちこちが性感帯になり全身でイキまくる絶頂映像 ここみ（9月13日、バルタン）
- 気立ての良い最愛の妻が俺の上司に寝取られ種付けプレスされていた。 星仲ここみ（9月25日、ダスッ!）
- トビジオっ! EVENING NEWS 本番中、ずっと潮吹きっぱなし・失禁しても平然と原稿を読み上げる女子アナ 弥生みづき 水谷あおい 星仲ここみ（12月24日、SODクリエイト）

- ミーティアス（1月8日、GIGA）
- 常に巨乳ひざ枕メンズエステ（1月8日、アイエナジー）
- 数々の超絶テクニックで頭はトロトロ亀頭はパンパン 都内人気店の専属講師が監修した本格リアルメンズエステ（1月13日、MOODYZ）
- ながら小悪魔 片手間でヌカされる快楽（1月25日、アロマ企画）
- 【完全主観】方言女子 京都弁 星仲ここみ（2月5日、h.m.p）[8]
- 泊まりに来た従妹が可愛くなっていて 翌朝ノーブラで僕の白Yシャツを着ていた! 2（2月12日、Z-MEN）
- 濡れ染みパンチラとマン汁垂れ流しオナニー（2月19日、アロマ企画）
- 「自称・誘惑お姉さま」は、何故か僕を焦らしながら自分が感じちゃってるっぽい（2月19日、アロマ企画）
- キュートな関西弁でシコシコ♪ヌキヌキ♪ 「まだイッたらあかんで!」 関西娘2人に挟まれてチ●ポが壊れるまで抜き続けられる逆3P性交 前乃菜々 星仲ここみ（2月25日、kawaii*）
- AJOI究極の完全主観オナニーサポートDVDオリジナルAromatic Jerk Off Instruction（3月7日、アロマ企画）
- 魔法美少女戦士フォンテーヌVS絶倫仮面 【前編】スーパー絶倫仮面誕生!! 地獄の甘い罠（3月26日、GIGA）
- ウェット&メッシー (WAM) 金銀銅粉スポーツテスト 星仲ここみ 岬あずさ 富井美帆（6月10日、ROCKET）
- セ・リーヌの星 星仲ここみ（6月25日、GIGA）
- セーラーヒロイン悪堕ち裏切り連鎖堕ち 星仲ここみ 志恩まこ（7月23日、GIGA）

- 女戦闘員スカーレットパンサー ～女盗集団の散華～（1月14日、GIGA）
- セーラーヒロイン悪堕ち裏切り連鎖堕ち ＜続編＞ 悪堕ちセーラーヒロイン暗躍（2月25日、GIGA）
- 闇に響く悲鳴 暴行魔あらわる（3月15日、FAプロ）
- キャンギャル主催のハイレグ撮影会に来てみませんか? 花井しずく 星仲ここみ 皆川るい 白雪ひめ 藤井レイラ（6月21日、デジタルアーク）
- 妄想アイテム究極進化シリーズ 凍結姦 星仲ここみ（7月21日、ROCKET）

- 「お掃除フェラしたんだからお掃除クンニしてよ!」と中出しマ○コをクンニしてと強要するヤリマン女子!（7月21日、Hunter）
- 男女8人ワケ有り即席大家族。～家庭内セックスをしまくる血の繋がっていない私たち～（8月8日、Hunter）
- 「今までボクが受けた苦しみ、味わわせてあげるよ…」 ボクをいじめるクソギャルどもに報復デカチン串刺し!!!（8月8日、Hunter）
- 「ちゃんと洗わなきゃダメだよ!」 ボクの事をいつまでも子供扱いする年の離れた従姉がボクの包茎チ○ポの皮を剥いて優しく入念に洗おうとする!!（8月22日、Hunter）
- 手コキしながら雑魚チ●ポって言えますか? 簡単バイトに応募してきた罵り初体験の赤面お嬢さん12名（9月26日、うさぎ/妄想族）
- 夏休み明けにギャル化してヤリマン化しちゃったクラスメイト女子たち! 休みの間に一体何が? 見た目も変わって性格も激変! 風紀委員のボクが注意するも性活態度も乱れて超ヤリマンギャルになった彼女たちはヤリタイ放題!（9月26日、Hunter）
- 「イキそうになったら外に出してね」って言ったクセにボクがイク瞬間、DDTロックで強成中出しさせるナマ中派ヤリマン義姉。（10月10日、Hunter）
- 【25周年SP】顔出し解禁!! マジックミラー便 ビキニ水着の女子大生 初めてのぬるぬるオイル素股編 ＃夏ナンパ2023 総勢16人全員SEXスペシャル! ギンギンに勃起したち○ぽを赤面まんコキ! 恥じらいながらも濡れてしまった敏感オマ○コにヌルっと挿入で激イキ絶頂!! 2枚組10時間!!（10月17日、DEEP'S）
- 扉の向こうは寝取られ真っ最中! 夫が行ったら即ご近所不倫!（10月24日、Hunter）

たった千円で超ペロペロに…?! 早い・安い・上手いで話題の即尺ヌキ有りセンペロ酒場に密着! サクッとフェラ抜き神対応! 飲みながらヌける新業態!（11月10日、SODクリエイト）
- ボクを見下すスクールカースト上位女子達に媚薬を盛ってみたらオスとして見られすぎて大変なことになった。菊池まや 佐藤ののか 星仲ここみ（11月14日、BALTAN）
- 玄関前にノーパン & ノーブラ上着一枚女子が! その格好エロ過ぎでしょう?（11月14日、Hunter）
- 『ちょっと開放的になって…』 ソロキャン女子とヤレる確率99%! ほろ酔いソロキャン女子は寂しいワケ有り女子ばかりで入れ食い状態! 数珠繋ぎSEX!（11月28日、Hunter）
- 女性専用アパートの大家兼管理人となったボク! 欲求不満だらけのお姉さんたちは常にボクのチ〇ポを狙って気が付いたらいつの間にかヤリチン中出し生活!（11月28日、Hunter）
- セーラーヒロイン淫紋・浸蝕・連鎖堕ち［淫紋編］（12月22日、GIGA）
- 人妻ナンパ ご無沙汰SEXで性欲バグって奥さん大大大絶頂!!!（12月22日、h.m.p）

- 妄想アイテム究極進化シリーズ 真・時間が止まる腕時計パート28 リクエストシチュSP（2月8日、ROCKET）
- ベロ酔い懇親会乱交 学生気分が抜けない女子事務員3名 × 男子社員4名 社内露出でテンションが上がり中出しを許してしまう問題映像（2月22日、ナチュラルハイ）
- ヒロインハンター開発計画 最凶洗脳怪人 狙われた3人のヒロイン（2月23日、GIGA）
- 入社したエステ店の新人研修に行ったら男はまさかの僕1人!? 初日から実習でフル勃起を晒した僕は、研修が終わるまで練習台という名の性玩具にされました…（5月1日、OFFICE K’S）
- 初めてのセンズリ鑑賞に興奮しちゃった素人娘 (3)（5月1日、OFFICE K’S）
- シャドーマン 影男（5月9日、ROCKET）
- セーラーヒロイン淫紋・侵蝕・連鎖堕ち【侵蝕編】（5月10日、GIGA）
- ト○横美○女を狙った鬼畜輪姦レイプ映像集（5月24日、TMA）
- タイムリープレイプ  レイプされてもレイプされてもレイプ前に時間が遡る無限レイプ温泉旅館 佐藤ののか 星仲ここみ 藤田こずえ（5月28日、REAL）
- 某旅館の中だけで営業する秘密の非合法風俗 中出しヤリ放題のHYPERコンパニオン（5月28日、BAZOOKA）
- 『もしかして… 勃っちゃったの?』 美尻を見られた同級生が甘くささやく 戸惑う僕のチ●ポにクラスメイト達の手が伸び、夢の校内乱交が始まるという甘酸っぱい青春の思い出!（6月1日、OFFICE K’S）
- 家政婦の無防備な四つん這い尻揉みしだき痴○（6月1日、OFFICE K’S）
- 全国からしゃぶり自慢女子が大集結!! アトラクション型エンターテインメントフェラチオ競技 F-スポーツ 激闘のフェラチオバトルファイトが今宵、開幕!（6月6日、SODクリエイト）
- 金玉アナル舐めまくり! M男を辱めるペロリン羞恥責め（6月25日、SEX Agent/妄想族）
- 精子を口に入れたまま射精させる口内2連射フェラチオ 2（6月25日、SEX Agent/妄想族）
- 街中ゲリラナンパMM便15周年! 顔出し解禁! 名門大学に通う高学歴女子大生 初めてのぬるぬるオイル手コキ編 8人全員ザーメン暴発 & SEXスペシャル！マジックミラー便 丁寧なスロー手コキでガチガチ勃起したチ○ポに思わず火照ってしまったびしょ濡れオマ○コにデカチン挿入!（7月16日、DEEP'S）
- スーパーヒロイン絶体絶命!! 98 美○女戦士セーラーリヴァイアサン（7月26日、GIGA）
- 日本一接客態度が悪いピンサロ店に行ってみた 「さっさと射精して、帰って寝ろよ」手コキ・フェラチオ・顔騎・本番SEX…全て、やさしさ0％！！（10月24日、SODクリエイト）

- 巡察レディのお仕事～街中非行少年更生精子回収を行う24時間～（8月21日、SODクリエイト）

### アダルトVR
- ※みなさん冒頭30秒、目を閉じた状態でご視聴ください! ジュルジュルジュルペロペロペロ 聞こえてくるいやらしい音と気持ち良い下半身!!目を覚ましたら女の子の部屋…そして会社の後輩女子がフェラしていた…後輩女子社員と朝まで中出しセックスできちゃったVR（3月11日、ジャックポットシステム）
- 結婚を控えた担任の先生の不倫を目撃、そして撮影。強制的に何度も種付けSEXしまくった。（4月15日、KMPVR）
- 「いっぱい気持ちよくしてあげるね」 美人顔の美少女に成長した姪っ子とイチャラブぬぷぬぷ! 夢のような濃密・密着・秘密の3蜜中出しSEX（6月19日、P-BOX VR）
- 蒸れた染み付きパンティを接写で見続けるVR（6月20日、KMPVR）
- 顔騎遊園（6月25日、KMPVR）
- 貴方をねっとり舐め尽くす! 美少女デリヘル嬢ここみちゃんのベロテク体験【舐め舐めコース】（7月3日、CASANOVA）
- はみ出る剛毛VR（7月22日、KMPVR）
- ナマ脚観察VR（8月4日、KMPVR）
- 超4KHQ 60fps【ローアングル】ムッチリ美脚を包み込む黒パンスト顔騎オナニー ボリュームたっぷり美女16人（9月3日、こあらVR）
- 地雷系女子VR  ～ここみしか勝たん～ 星仲ここみ（10月9日、KMPVR）
- 穏やかで優しい‘ここみ先輩’が魅せつけてきた妖艶な腰フリDANCE! 不敵な笑みとエロい腰つきに魅了されててのひらで踊らされた僕は超絶グラインド騎乗位で悩殺昇天中出し 星仲ここみ（10月12日、kawaii*）
- 自粛生活でなまった体をトレーニングとオナニーですっきりしようVR（11月6日、KMPVR）

- 生意気なJ○を容赦ない激ピストンでガンガン突いてイキ堕とす! 絶頂リンカン 星仲ここみ（1月5日、RADICAL）
- エビ反りイキを体験するVR（1月14日、KMPVR）
- こんな場所で?! いきなり顔舐め唾まみれ… 濃厚キスに飢えた女が突然あなたの唇を襲う いきなりベロちゅう唇レ○プ（3月2日、RADICAL）
- キメセク調教! 放課後美少女いいなり中出し媚薬援交 星仲ここみ（5月26日、KMPVR）
- 現役美少女在籍! 放課後リフレでおしゃぶり大好き天使のご奉仕! 生中だしスペシャルコース! 星仲ここみ（6月9日、KMPVR）
- リピート率No.1を絶対確定させる神業SHAKE 絶妙な手捌きでしなやかに尽くすハンドフェチ倶楽部 星仲ここみ（6月28日、KMPVR）
- 女性器特化 美少女の感じる顔をガン見しながらまんぐりオマ●コをこねくり回す VR（7月14日、KMPVR）
- 制服マニア（7月30日、CASANOVA）
- あなたのナマ女体をじっくり観察させてください。（8月13日、KMPVR）
- 男に対しての最強兵器 全てのチンコを強制射精させる天才ヌキ師 星仲ここみ（9月12日、KMPVR）
- もう死んでも悔いはない。快楽に溺れる窒息顔騎責め 星仲ここみ（9月28日、KMPVR）
- 女子校生のお尻を愛撫し続ける桃尻イカセVR（12月14日、KMPVR）
- 机の下から女子校生にイタズラするVR（12月16日、KMPVR）

- 女子校生顔騎JOI（1月13日、KMPVR）
- フェチアングル美少女オナニー 下から見るか? 上から見るか? 仰天極上アングルと絶頂天下アングルで見るVRオナニー 競泳水着編（3月9日、P-BOX VR）
- 淫語×ノーモザイクディルドフェラ（5月16日、KMPVR）
- 女子校生×Tバックデカ尻顔騎VR（5月21日、KMPVR）
- 絶頂乳首開発VR（6月13日、KMPVR）
- J●乳首開発VR（7月15日、KMPVR）

- 天使と悪魔の脳内淫語ハーレム! 小悪魔ののかが天使ここみを痴女って洗脳した結果、幼馴染まやちゃんと交際する前に性交渉しちゃったボク 佐藤ののか 菊池まや 星仲ここみ（9月8日、AQUA）
- 年齢差20歳のボーイッシュ彼女が初SEXでメス堕ち 連続イキする姿にギャップ萌え 星仲ここみ（9月23日、KMPVR）
- 8KVR 林間学校の管理人を挑発するマセガキ日焼け美少女 雅子りな 星仲ここみ 百咲みいろ（11月30日、TMA）

- 京美人が紡ぐ至福のはんなり淫語射精管理 星仲ここみ（4月26日、AQUA）
- 超高級フェイシャル密着エステ! 全身で癒してさしあげます! 星仲ここみ 【8K】（6月5日、P-BOX VR）
- おっパブでチクイキを経験したあの日から僕は乳首責めの虜 星仲ここみ（6月7日、AQUA）
- 靴下中出し! 極上の靴下シコりお届け!（7月5日、AQUA）
- 痴女レイヤーの誘惑ハメ個撮! ゴム無しコスぱこ! 星仲ここみ【8K】（7月10日、Cosmo Planets VR）
- フェラ顔 8K ノーモザ デカチンディルド しゃぶりつくしコレクション VR（7月10日、P-BOX VR）

### アダルト配信
- 働くドMさん. Case.30 住宅設備会社 営業/星仲さん/23歳 いたって真面目そうな営業さんだが、外回りの後をつけたらまさかのサボり常習犯。秘密の悪癖につけこみ、セックス交渉は超スムーズ。みんなが働いている時にチ●ポコぶっ込まれてイキよがる、困ったOLに顔射顔射!（1月1日、プレステージプレミアム）
- 【初撮り】【白い歯の端麗美人】【顔だけで抜ける】普段かけてるマスクの下は眉目麗しい歯科衛生士。全身に力を入れて巨根に感じる.. 応募素人、初AV撮影 124 ここね 23歳 歯科助手（1月11日、シロウトTV）
- ラグジュTV 1216 山口真子 28歳 歯科衛生士  美しさと可愛さを兼ね備えた歯科衛生士がAV出演! 恥ずかしい恰好で丸見えになった秘部をねっとり舐められると頬を染め快楽を堪能! 忘れかけていたセックスの刺激に嬉しさを噛みしめながら笑みを浮かべイキ乱れる!（2月3日、ラグジュTV）
- 表向きは個人マッサージ店…だが○chでバズり中!? 程よい肉付きの極上メリハリボディを堪能!! ブルマから覗く淫らな美尻を揉みしだく!! 旦那の出張中に3連続中出しされちゃう性欲グラフ右肩上がりな淫乱奥様とコスプレ裏オプSEX!! ここなさん 人妻（2月4日、街角シロウトナンパ）
- マジ軟派、初撮。 1456 ここみ 20歳 看護学生  激しい豪雨で荒れまくる街で可愛すぎる看護学生を突撃ナンパ! 話を聞くと「彼氏は居ないがパパが居る!」イマドキの肉食系女子だった!? しかしながら「パパとのセックスは全然気持ちよくない!」と不満爆発! もっぱらAVでオナニーするのが日課な彼女に「AVに出てみない?」と提案してみると...!?（3月1日、ナンパTV）
- ここみ (orec502)（3月20日、俺の素人）
- あい（3月26日、シロウトHouse）
- 超絶美女!! いきなりSEX!! 怒涛の鬼ピストンで即連続昇天!! 騎乗位で攻めに転じるも… 即マッスル男優のパワー全開バック駅弁で文字通り昇天の大量中出し!! ここみ / 23歳 / 大手デパートの美容部員 / オフィスLOVE設定希望（4月5日、プレステージプレミアム）
- 【ガクブル痙攣絶頂ビッチ×中出し2連発】 ギャルで日本を元気にしたい!! 元ダンサー赤髪の現役女子大生! 超痙攣! 超継続! 止まらないダメッダメッ絶頂! まさに鬼天国ループ! まさにこれが絶頂ギャルラッッッッシュ!!!【ギャルしべ長者21人目 ことね】（4月25日、プレステージプレミアム）
- E乳E乳 気持ちイイ極楽3P / ヨガる姿を観察し合うむっつりスケベな女子×2と組んず解れつ盛り合うSEX。乳白肌のここ●ちゃんとココア風ギャルのRu●aちゃんが混ざり合い、ミルクチョコのようなスウィートギャルをおじさんの苦い人生を濃縮したビターな精子で悶絶させる、奇怪な味わい。 シコシコハーレム部 03 Ru●aちゃん / ここ●ちゃん（5月13日、ハーレムTV）
- ここみさん 2 (orex150)（6月28日、俺の素人）
- ここみ 3 (orex151)（7月9日、俺の素人）
- しずか（7月20日、アイドリ）
- あかね (panpi012)（7月25日、ぱんぴ）
- ここみ（8月25日、しろうとあぁん!）
- ここみ (scute1044)（9月12日、S-Cute）
- かりん（10月1日、ION ミルキー倶楽部）
- 円光女子校生キメセク3連中出し!! ここみ / 18歳 / 円光F乳J○（10月8日、しろうとまんまん）
- ここみ（10月12日、ときわ映像）
- 家まで送ってイイですか? case.162 ちあきさん 24歳 ラウンジ  遅咲き獣神性欲ライガーは20歳で初体験! 高嶺の花のオンナ@本●翼似! ⇒ 高学歴! 高職歴! 顔面&ボディ偏差値70! ⇒ クンニ狂! イキ狂い! 絶狂! 発狂! 狂い気絶! その一部始終… ⇒ 貢がれた額：総額1000万円! パパ100人と経験? パパ活の実態 ⇒ チ●コを離さない(中出し×2)+(顔射×2)＝無制限! ⇒ どうせ叶わぬ恋だから… 突然の涙 ちあきさん 24歳 ラウンジ（10月16日、ドキュメンTV）
- ここみ（10月26日、今ドキ女子の性事情）
- こころちゃん / 18歳 / 父親を翻弄する小悪魔J系（10月28日、しろうとまんまん）
- ここみ (orec654)（12月10日、俺の素人-Z-）
- 【裏風俗】食べごろプルプルッ美尻! 彼氏のために風俗バイトする健気美少女が笑顔でゴム外し膣射☆中出し後も止まらない性欲で2連射ヘブン!! ここ（12月31日、黒船）

- ここみ (per361)（1月29日、%OFF）
- ここみ（2月12日、シロウト急便）
- ここみ 2 (per373)（2月28日、%OFF）
- 【パパ活潜入・あいみちゃん編】超有名パパ活アプリ「シ●ガーダ●ィ」でFカップ美白乳トリマーGET☆透き通るような純白肌を紅潮させて口内発射＆中出し2連射SEX!!（3月1日、黒船）
- 地雷系女子 ここみ (jrai00001)（3月11日、地雷系女子）
- ここみ 4 (orec745)（4月16日、俺の素人-Z-）
- K39ちゃん（5月14日、蜃気楼）
- ここな（7月8日、いんすた）
- M6号（7月10日、素人しばいたろかん）
- ここな & まみ（7月22日、いんすた）
- ここみ（8月6日、ハメらんど）
- こっこ (orec971)（12月21日、俺の素人-Z-）
- るな (spcy024)（12月25日、しろうとパックンチョ!!）

- ここみ（4月5日、Pinky Rush）
- ド級美少女ｗｗ あどけない顔立ちに隠した反則エロBODYに中出し!! 極小キツマンで締め付ける感度抜群OLとのハメ撮り記録! さとみ（4月8日、まんまんランド）
- 結婚してから毎日のように求めてくる積極的な金髪ギャル妻を寝取らせてみたら…【ここみ(22) / 結婚2年目】（8月15日、ドキュメントdeハメハメ）
- 歯科衛生士Kさん (erofc092)（8月22日、恋愛カノジョ）
- サチ (hmdnc510)（9月2日、ハメドリネットワークSecondEdition）
- 【ツンデレ金髪ギャル(ドM)と不倫なまハメ】「奥さんと子供が居るって聞いてないしッ(怒)」プンプンな金髪ネイリストとなし崩しに仲直りエッチで快楽漬けに♪イラマ・スパンキング・首絞めのドMプレイで脳まで響く快感に抗えない! 二人の今後を話し合うはずが結局トイレでフェラ抜き&ホテルで生ハメ3射精!!!【あまちゅあハメREC＃かな＃ネイリスト】（9月27日、MOON FORCE）
- 浮気を疑う彼氏の前で中出し!! 寝取られ性癖ある変態М男に騙されプロ男優に種付けされた巨乳美女 めあ（10月9日、MOON FORCE）
- ここみん（11月14日、ピクチン）
- 【年に一度のギャル祭】【最強コンビ降臨】【潮吹き痙攣大爆発】【中出し&顔射のどんちゃん騒ぎ】年に一度の超ギャル祭開幕!! ドエロサンタがダブルで降臨! 潮吹き、痙攣、絶頂なんでもござれ! イッてイッてイキまくりの大盤振る舞いッッ!!! 中出し顏射にやりたい放題ヌキ放題!! ※全編見終わる頃にはあなたの金玉も空になること間違いなし!! ギャルすたグラム #050 ヤリに来たド淫乱サンタみずき & まな不動産事務 & ヨガインストラクター（12月23日、はめちゃん。）
- 【スレンダー美巨尻ギャルをハメ倒す!】ビッチ感のある金髪娘と無許可中出しハメ撮りSEX! 【フリーター/美巨尻】 ララちゃん（12月31日、ハメタバース）

- ここみ (bbh001)（1月19日、ぶらりハメ撮りの旅）
- ショートヘア絶世美人妻24歳Fカップ 生ペニス生中出し狂い Kさん（3月1日、E★人妻DX）
- このみ（3月11日、ビニ本本舗）
- ここみ & みいな（4月3日、素人ペイペイ）
- テニス部6人組 (あむ & ここみ & みいな & あいか & まや & ゆうな)（4月4日、素人ペイペイ）
- このみ 2（4月8日、ビニ本本舗）
- あいか & あむ & ここみ & みいな & ゆいな & まや (oreco291)（4月23日、俺の素人-Z-）
- ここみ (dni119)（7月19日、INDY）
- ここみ（7月24日、渋録ch）

- 【個人撮影】長身な巨乳の制服美小女とパパ活_ 嫌がる女子に生ハメで2回連続中出し（3月26日、INDY）
- ここみさん（4月16日、ゲリラ）

### イメージDVD
- ハックツ美少女 Revolution（2019年5月23日、BAGUS）※「乙原あい」名義
- 有名2世タレントでスポーツキャスター デビュー（2020年6月26日、スパイスビジュアル）※「永島愛海」名義
- 侵せよ聖域（2024年3月27日、スパイスビジュアル）※「宇野美咲」名義

### デジタル写真集
2022年
- 着衣 POSING COLLECTION 働くOL編（7月8日、プレステージ出版）

2023年
- デジグラ・デラックス 星仲ここみ 001（6月30日、ラビリンス）
- デジグラ・デラックス 星仲ここみ 002（9月15日、ラビリンス）
- デジグラ・デラックス 星仲ここみ 003（10月6日、ラビリンス）
- デジグラ・デラックス 星仲ここみ 004（10月27日、ピンク倶楽部）

2024年
- More Exciting Girls 星仲ここみデジタル写真集（2月15日、文友舎、撮影：前村竜二）

## 出演

### テレビドラマ
- アカイリンゴ（2023年1月-3月、朝日放送）

### テレビバラエティ
- ビ～チ9（2021年10月、テレビ埼玉） - マンスリーゲスト
- トータルテンボスのGIRIGIRIアウト!（2020年、CS・刺激ストロングチャンネル）
- ケンコバのバコバコテレビ（2021年、サンテレビ） - スタジオレギュラー
- 私が愛した地獄（2025年4月17日、テレビ朝日）[17]

### オリジナルビデオ
- 神撃戦隊アストランサー（2021年2月12日、ZENピクチャーズ）- アストブルー/高城 蒼 役
- 女戦闘員 COCOON 前編（2023年11月10日、ZENピクチャーズ）
- 女戦闘員 COCOON 後編（2023年11月24日、ZENピクチャーズ）
- ハートのエースはセーラーA（2024年2月9日、ZENピクチャーズ）- 神月ルナ / セーラーA 役

### 映画
- 唄え!裸舞ソング ふれてGコード（2021年6月18日[注 1]、オーピー映画、監督：角屋拓海） - 相談者 役
- 寝取られ巨乳熟女 戻れない快感（2024年2月16日、オーピー映画、監督：森山茂雄）[19]

### 舞台
- GIGAスーパーヒロインライブvol.5（2023年2月4日、東京・from scratch）- イヴィルアクア 役[20]
- GIGA スーパーヒロインライブ Vol.14（2024年1月13日、東京・from scratch）- セーラーアクア/セーラーエルメス 役[21]
- GIGAスーパーヒロインライブVol.20（2024年8月3日、東京・from scratch）- セ・リーヌの星/スクールジャンヌ 役[22]
- GIGAスーパーヒロインライブVol.25（2025年2月1日、東京・from scratch）- セーラーアクア/スクールジャンヌ 役[23]
- GIGA30周年スーパーヒロインライブ2Days（2025年6月28日、from scratch）- フォンテーヌ・ノワール/セーラーリヴァイアサン 役